# Kids (chanson de Robbie Williams et Kylie Minogue)
Pour les articles homonymes, voir Kid.
Singles par Robbie Williams
Rock DJ
(2000) Supreme
(2000)
Singles par Kylie Minogue
On a Night Like This
(2000) Please Stay
(2000)
Clip vidéo
[vidéo] « Kids », sur YouTube
Kids est une chanson enregistrée en duo par Robbie Williams et Kylie Minogue et incluse sur leurs albums de 2000 (Sing When You're Winning de Robbie Williams paru au Royaume-Uni le 28 août 2000 et Light Years de Kylie Minogue paru au Royaume-Uni le 25 septembre 2000).
En octobre 2000, la chanson a été publiée en single.
Le single a débuté à la 2e place du hit-parade britannique (pour la semaine du 15–21 octobre 2000).